# Menlove Avenue
Menlove Avenue er et album af John Lennon fra 1986. Albummet blev udgivet seks år efter John Lennons død i 1980 af hans kone Yoko Ono og produceren Phil Spector.
Titlen Menlove Ave. hentyder til, at John Lennon boede på Menlove Avenue i Liverpool hele sin barndom, hos sin tante Mimi og sin onkel George.
Forsiden på coveret er prydet med et pop art-billede af Lennon, fremstillet af Andy Warhol, og øverst står teksten Menlove Ave. i en rødbrun farve.     

## Numre
1. Here We Go Again (John Lennon og Phil Spector)
2. Rock & Roll People (John Lennon)
3. Angel Baby (Rosie Hamlin)
4. Since My Baby Left Me (Arthur Crodup)
5. To Know Her is to Love Her (Phil Spector)
6. Steel and Glass [Live] (John Lennon)
7. Scared [Live] (John Lennon)
8. Old Dirt Road [Live] (Harry Nilsson og John Lennon)
9. Nobody Loves You (When You're Down and Out) [Live] (John Lennon)
10. Bless You [Live] (John Lennon)